# Joseph-Louis Ollivier
Ne doit pas être confondu avec Joseph Ollivier.
Pour les articles homonymes, voir Ollivier.

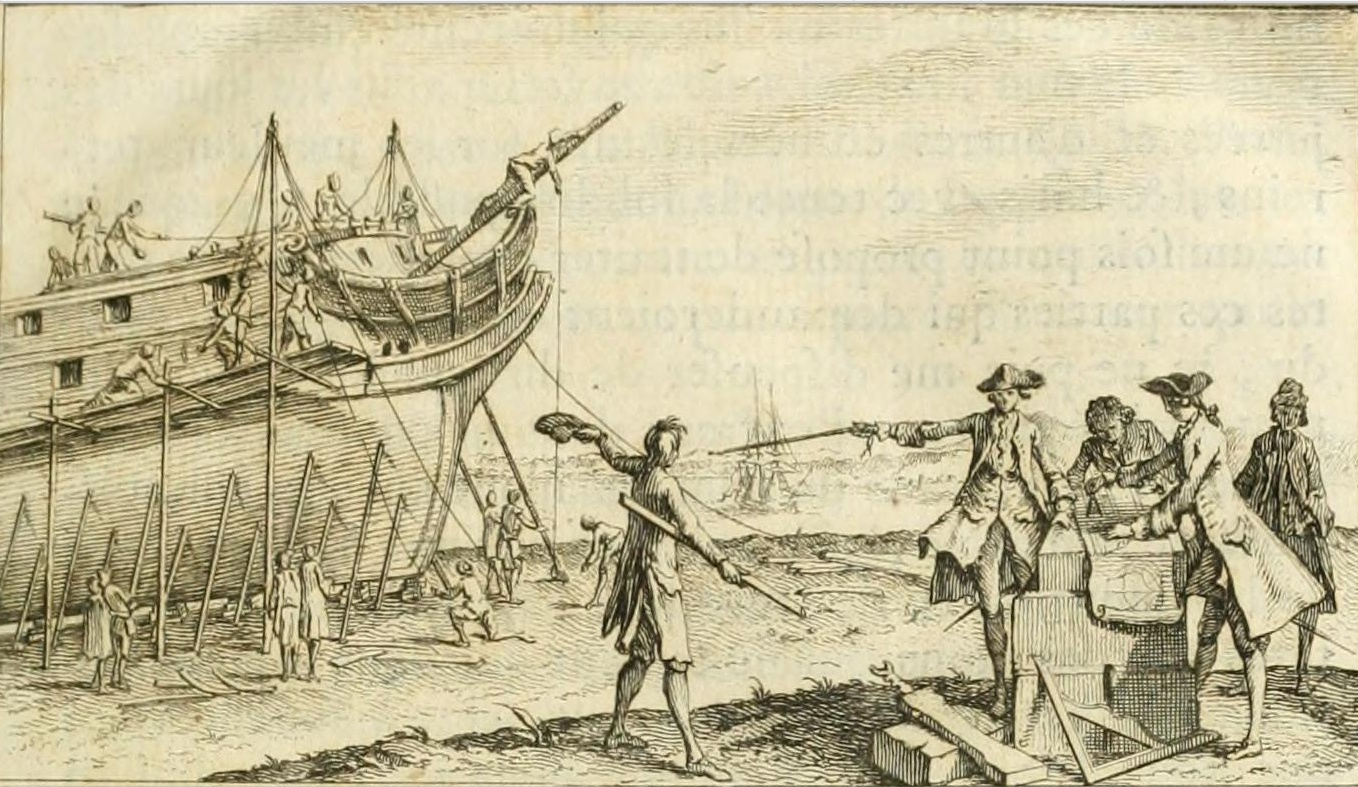
Ingénieurs navals au travail au milieu du XVIIIe siècle.

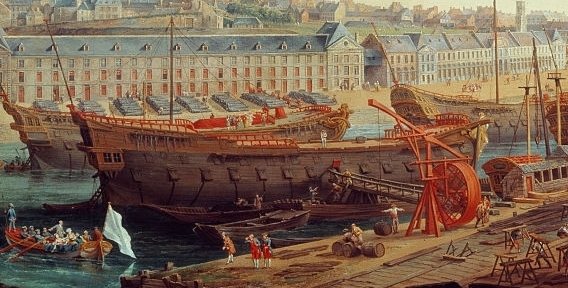
LÉveillé, vaisseau de 64 canons construit par Joseph-Louis Ollivier à Brest. (Tableau de 1774).

Joseph-Louis Ollivier, né en 1729 et mort à Brest le 17 janvier 1777, est un ingénieur naval français.

## Biographie
Fils de Blaise-Joseph Ollivier et frère de Louis, il devient sous-constructeur en décembre 1737 et travaille avec son père. On lui doit les corvettes Palme, Anémone, Amarante (1744-1747) et les frégates Comète, Fleur-de-Lys et Concorde (1752-1754).
Ingénieur constructeur (juillet 1754), il sert à Lorient où, de 1755 à 1757, il supervise le montage de quatre vaisseaux, d'une frégate et d'une flûte. En 1759, il visite les forêts de Normandie et élabore en 1760 les plans d'une série de prames à partir desquels il construit à Dunkerque la Thérèse et la Christine. 
Ingénieur constructeur en chef à Brest (avril 1765), il est l'auteur des vaisseaux Citoyen, Saint-Esprit, Artésien et Éveillé.